# Qostanaj
Qostanaj (kazakiska: Қостанай; ryska: Костанай: Kostanaj, före 1998 Кустанай: Kustanaj) är en stad vid floden Tobol i provinsen Qostanaj i norra Kazakstan med en beräknad folkmängd på 268 182 invånare (2024). Det är provinsens administrativa centrum och största stad. Staden grundades 1879.

## Sport
- FK Tobol Qostanaj